# Brasserie du Pélican
La brasserie du Pélican ou brasserie Pelforth est une brasserie française installée à Mons-en-Barœul au sein de la métropole lilloise dans le département du Nord, en région Hauts-de-France. 
Elle est la plus grande des trois brasseries françaises du groupe Heineken.

## Présentation
La brasserie est fondée en 1921. Elle est actuellement la plus grande du groupe Heineken en France en superficie comme en capacité de production (3,5 millions d'hectolitres). Elle produit de nombreuses grandes marques, notamment sa marque historique, Pelforth. L’outil de production permet de produire jusqu’à quatorze brassins différents par jour, et conditionne des fûts, des bouteilles et des canettes métalliques. En 2012, la brasserie s'étend sur 25 hectares, emploie 213 personnes et a brassé 2,5 millions d'hectolitres pour 132 références. Elle peut produire 122 000 bouteilles et 68 000 boites par heure. C'est la seule des trois brasseries Heineken en France à disposer d'une ligne de conditionnement de boites.

## Historique

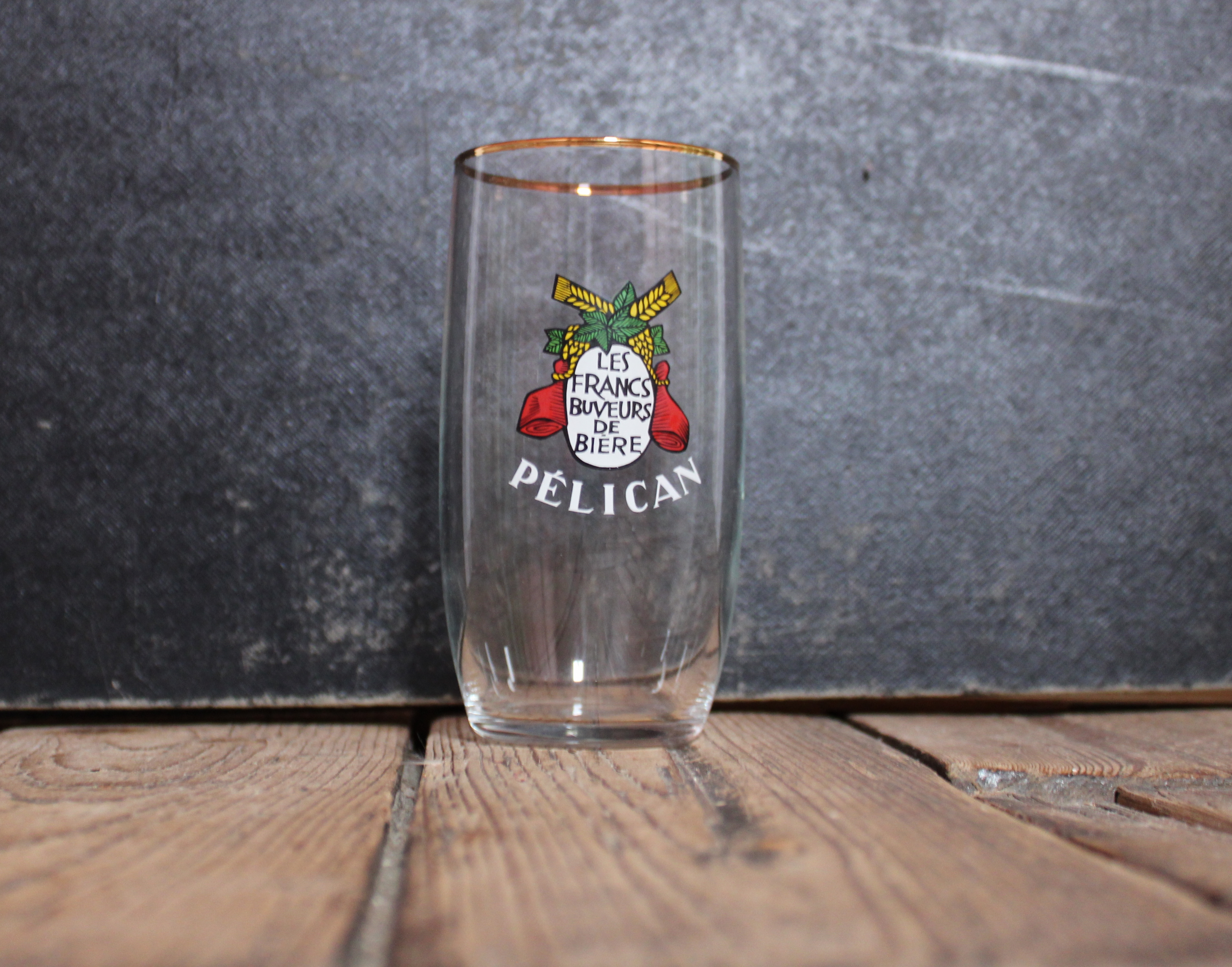
Verre à bière "Pélican Les francs buveurs de bière".

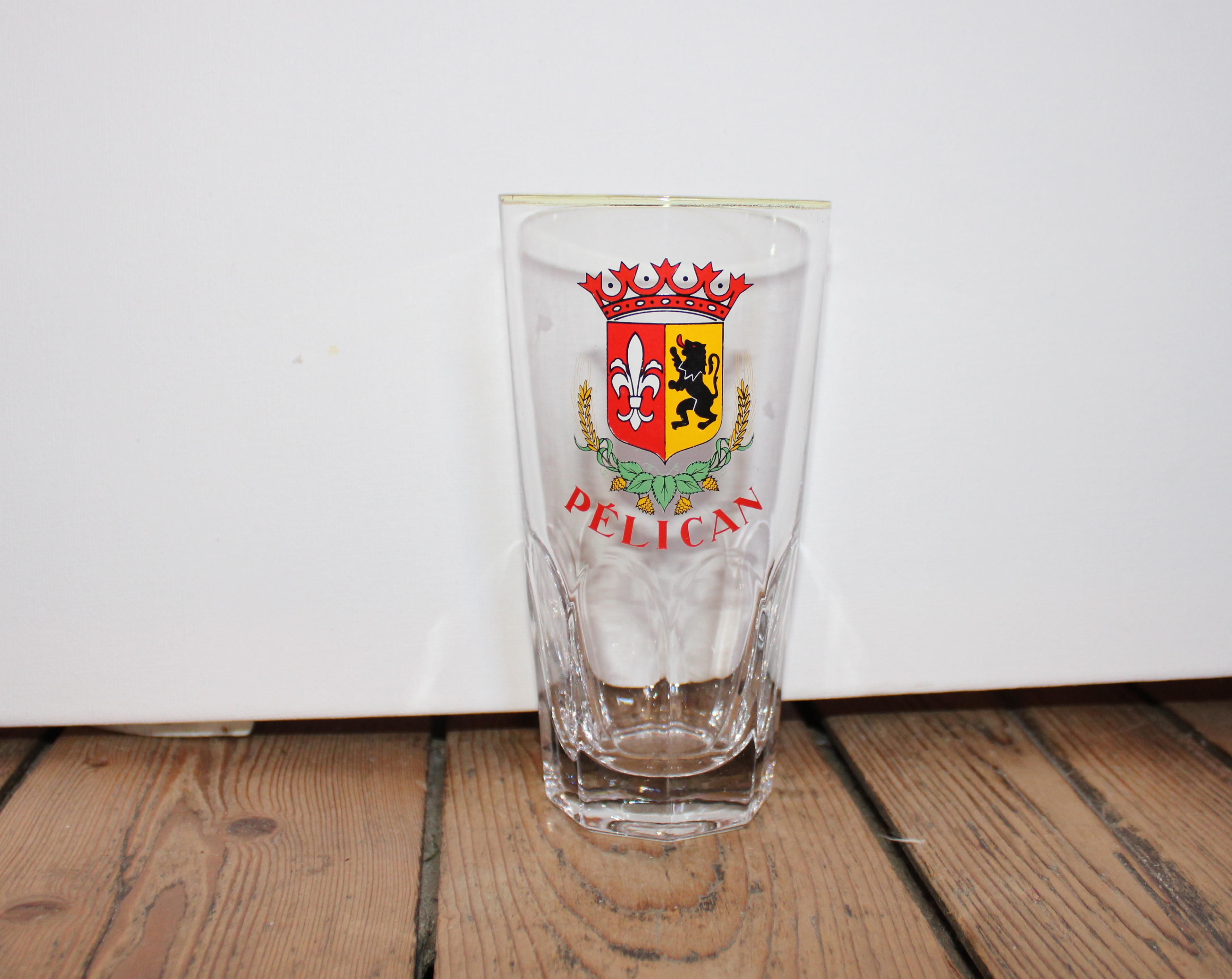
Vieux verre à bière "Pélican".

En 1863 Louis Boucquey de Caesteker fonde une brasserie à Lille. La brasserie Boucquey et fils ferme durant la Première Guerre mondiale.
En 1921, Louis Boucquey, petit-fils de Louis Boucquey de Caesteker, s'associe à Armand Deflandre et Raoul Bonduel pour créer à Lille la brasserie du Pélican, nom inspiré par la « danse du Pélican », fox-trot alors très à la mode. Dès 1922 les capsules des bouteilles de la brasserie se différencient: celles-ci comportent 23 dents, contrairement aux bouteilles des autres marques, qui en comptent en général 22. À partir de 1924, le conditionnement de la bière en litre est également adopté, un an avant que la société à structure familiale ne se mue en S.A.R.L.
En 1933, la production a décuplé uniquement en litre et en fûts (100 000 hectolitres). En 1937, la mode est alors aux bières étrangères : la brasserie du Pélican se lance dans l'aventure et crée Pelforth 43 (aujourd'hui Pelforth Brune), contraction anglophone de Pélican forte. Le « 43 » fait référence aux 43 kg d’orge par hectolitre qu’elle contient (les autres bières en contiennent généralement 20 kg par hectolitre) ainsi qu'au 43e Régiment d'Infanterie de Lille. Cette nouvelle bière sera lancée lors de l’exposition internationale de 1937. 
Après la Seconde Guerre mondiale, les chiffres de production de Pelforth 43 atteignent 300 000 hectolitres en 1955, et 500 000 hectolitres en 1963, année où est lancée Pelforth Pale. 
Vers 1954, Jean Deflandre acquiert 30 % des actions de la brasserie Coopérative de Mons-en-Barœul fondée en 1903. Progressivement, Pélican reprend l’entreprise monsoise et possède 95 % du capital vers 1970.
En 1966, sont entrepris des travaux de construction d'une nouvelle unité de production sur le site de la brasserie coopérative à Mons-en-Barœul où toutes les activités sont transférées progressivement.
En 1972, la brasserie du Pélican devient la brasserie Pelforth. Pour faire face à la concurrence et aux besoins du marché en pleine expansion, Pelforth rachète d'autres brasseries dont la brasserie Leduc en 1974, fusionne avec la brasserie Carlier de Coudekerque-Branche et s’installe à Mons-en-Barœul en 1975. Ce groupement l'amène à prendre l'appellation de « brasserie Pelforth S.A ». 
Elle rachète la marque irlandaise George Killian's en 1975. 
En 1980, la brasserie est rachetée par le groupe BGI, puis par la « Société générale de brasserie », qui deviendra la « Française de Brasserie » en 1986, avant d'être acquise par Heineken France en 1988. En 1993, la Française de brasserie devient filiale à 100 % du groupe Heineken et prend le nom de « brasserie Heineken ».

## Quelques bières produites

Logo de la bière Heineken.

- Pelforth Blonde (anciennement Pelforth Pale) ;
- Pelforth Brune (anciennement Pelforth 43) ;
- Pelforth Ambrée ;
- Pelforth de Printemps ;
- Pelforth Radler ;
- Heineken ;
- gamme Desperados ;
- 33 Export ;
- Buckler Pur Malt (sans alcool) ;
- Panach’.